# ایوان ایلیچ (بازیکن فوتبال)
ایوان ایلیچ (سیریلیک صربی: Иван Илић؛ زادهٔ ۱۷ مارس ۲۰۰۱) بازیکن فوتبال اهل صربستان است که به صورت قرضی برای باشگاه تورینو بازی می‌کند.
وی همچنین در تیم‌های ملی فوتبال زیر ۲۱ سال صربستان و صربستان بازی کرده‌است.